# APF-MP1000
APF Microcomputer System是一款由APF電子於1978年發售的第二世代家用遊戲機，它亦按照其型號稱為APC M-1000或APC MP-1000，售價130美元。它為第一世代遊戲機APF TV Fun的後繼遊戲機。它的控制器包含不可拆除的控制桿及數字鍵盤。APF MP-1000包含一款內置遊戲稱為火箭巡邏（Rocket Patrol）。此外，它亦是APF想像機器（APF Imagination Machine）的一部份。

## 規格
- CPU：摩托羅拉6800 8位元 0.895 MHz（3.579 MHz 振蕩器分為4部份）
- RAM：1 KB
- 調色盤：8色
- 解像度：256 X 192
- 電源：7.5 V AC 0.8 A或12 V DC 0.5 A[2][3]

## 遊戲
- 內置遊戲：火箭巡邏（Rocket Patrol）
- MG1001：黑白棋（Catena）
- MG1003：猜單詞遊戲 / 井字棋 / 塗鴉（Hangman / Tic Tac Toe / Doodle）
- MG1004：保齡球 / 配對遊戲（Bowling / Micro Match）
- MG1005：射磚塊 / 射擊場（Brickdown / Shooting Gallery）
- MG1006：棒球（Baseball）
- MG1007：廿一點（Blackjack）
- MG1008：雙陸棋（Backgammon）
- MG1009：賭場I：輪盤 / 基諾 / 老虎機（Casino I: Roulette / Keno / Slots）
- MG1010：UFO / 海怪 / 打擊 / 重建 / 射擊（UFO / Sea Monster / Break It Down / Rebuild / Shoot）
- MG1011：彈球 / 地牢狩獵 / 貪吃蛇（Pinball / Dungeon Hunt / Blockout）
- MG1012：拳擊（Boxing）
- MG1013：太空驅逐艦（Space Destroyers）[3][4]